# Бокшай, Алекса
Алекса Бокшай (чеш. Alexa Bokšay; 27 марта 1911, Великие Лазы, Австро-Венгрия — 27 августа 2007, Прага, Чехия) — чехословацкий футболист, вратарь.

## Биография
Алекса Бокшай родился двенадцатым ребёнком в семье учителя. В селе Великие Лазы, недалеко от Ужгорода, на тот момент Австро-Венгрия, ныне Закарпатская область Украины, после распада Австро-Венгрии в 1918 году Закарпатье под официальным названием Подкарпатская Русь вошло в состав Чехословакии. Семья Бокшая переселилась в Ужгород в 1915.

### СК «Русь»
Футбол был очень популярен в городе и в регионе в целом. Существовало несколько профессиональных команд в самом Ужгороде и ещё несколько в других городах. Молодёжь и подростки организовывали между собой межуличные турниры — улица против улицы по 11 человек в команде. Бокшай часто играл в таких турнирах, где на поле занимал позицию вратаря. В то время у СК «Русь» не было молодёжного состава или футбольной академии при клубе. Однажды в воскресенье, после очередного турнира, на одной из главных улиц Ужгорода, Бокшая встретили функционеры СК «Русь», отслеживавшие молодые таланты. После непродолжительной беседы, они зашли в ближайшее фотоателье, где сделали фото необходимое для документов, там же оформили все остальные бумаги. Через неделю Бокшай уже был в заявке на матч. Когда он зашёл в раздевалку, то обнаружил, что младшие игроки команды старше его лет на 10, так в 16 лет он стал полноправным игроком во взрослой команде.
СК «Русь» в высшей лиге Чехословакии.

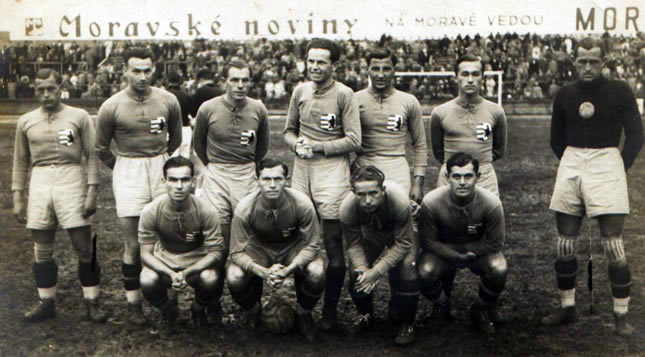
СК «Русь» в чемпионате Чехословакии, Бокшай крайний справа.

Вскоре Алекса Бокшай стал одним из ключевых игроков команды. В 1920—1930 годах в чемпионате Чехословакии были представлены только чешские клубы, большая часть из которых — столичные, из Праги. СК «Русь» участвовал в региональной лиге Словакии и Подкарпатской Руси чемпионата Чехословакии. В 1933 году клуб Бокшая стал чемпионом восточной Словакии и Подкарпатской Руси, а в сезоне 1935/36 стал чемпионом Словакии и получил право на стыковые матчи за выход в элитный дивизион Чехословакии. В стыковом турнире СК «Русь» обыграл команды, представляющие другие регионы страны — СК «Батя» Злин (4-1 и 2-2), СК «Шумперк» (6-2 и 6-2), СК «Градец-Кралове» (1-0 и 1-1), и вместе с ФК «Виктория Жижков», которой уступил (1-2 и 2-3), вышел в элитный дивизион. В элите чехословацкого футбола СК «Русь» пробыл всего один год — сезон 1936/37, заняв 11 предпоследнее место. Но и этот локальный успех для клуба был большим достижением.
Летающий учитель.
В составе СК «Русь» было много футболистов, чьей профессией вне футбола была работа учителем. В Ужгороде была коммерческая академия, готовившая преподавателей, и как многие одноклубники Бокшай был её выпускником. Изначально Алекса хотел поступить в академию лесного хозяйства в городе Банска-Быстрица, но на семейном совете отец принял другое решение. СК «Русь» был первым клубом в Чехословакии, и, вероятно, одним из первых в Европе, который на гостевые матчи добирался воздушным сообщением. Команда добиралась на самолёте из Ужгорода в Прагу, где играла со столичными клубами. А на обратном пути на автотранспорте заезжала в другие чешские города, где предстояли встречи с местными командами. Первый такой перелёт состоялся в 1934 году, когда ужгородцы играли серию товарищеских матчей с пражскими командами. За СК «Русь» закрепилось прозвище «летающие учителя» (чеш. létající učitelé). Позже прозвище «летающий учитель» стало и личным прозвищем Бокшая.

### «Славия»
Уже в Ужгороде Бокшая прославило его вратарское мастерство. В 1929 году к нему проявлял интерес венгерский МТК Будапешт, но отец Бокшая настоял на том, чтобы сын окончил академию и получил образование. Спустя два года Алекса чуть не стал игроком пражской «Спарты». Он был на просмотре в Праге, и тогдашние лидеры клуба Олдрых Неедлы, Йозеф Коштялек и Ярослав Бургр дали добро на переход новичка. Когда Бокшай вернулся домой собрать вещи, отец снова сказал своё веское никуда не едешь. Осенью 1937, после того как СК «Русь» покинул элитный дивизион, Бокшай всё же перебрался в Прагу, теперь уже будучи игроком «Славии» — заклятых соперников и главных конкурентов «Спарты» на чемпионский титул.
Триумф Славии в кубке Митропы (1938).

Бокшай в воротах, матч «Интер» — «Славия», 17 июля 1938 года

В «Славии» Бокшай был дублёром одного из лучших вратарей мира 1930-х годов Франтишека Планички. На чемпионате мира 1938 года, проходившего во Франции, капитан сборной Чехословакии Планичка получил тяжёлую травму — перелом руки. Выбывшего на длительный срок Планичку заменил Бокшай. Уже спустя две недели после чемпионата мира «Славии» предстояли игры в кубке Митропы. В 1/8 финала дважды был обыгран ОФК Белград (2-3 и 1-2). В 1/4 «Славия», при уверенной игре вратаря, разгромила на своём поле миланский «Интер» 9-0, ответная игра, проигранная 3-1, стала формальностью. В 1/2 финала жребий свёл чехословаков с «Дженоа», матч в Италии был тяжёлым, судья чуть не отменил игру из-за беспорядков, устроенных итальянскими тифози, в итоге команда проиграла со счетом 4-2. В ответном матче, в родных стенах, «Славия» одержала сухую победу 4-0. В финале пражской команде противостоял венгерский «Ференцварош». На первый матч в Праге пришло 40 000 зрителей. Счёт в игре открыли венгры, но вскоре Йозеф Бицан сравнял счёт, а затем Ладислав Шимунек вывел хозяев вперёд, но под занавес встречи гости сравняли счёт 2-2. В ответной игре в Будапеште «Ференцварош» был фаворитом. Первый тайм «Славия» провела блёкло, Бокшай раз за разом парировал удары Гезы Тольди и братьев Шароши Дьёрдя и Белы. Во втором тайме «Ференцварош» снизил натиск на ворота Бокшая, и «Славия» прибавила в атаке, где преуспела благодаря голам Рудольфа Вытлачила и Ладислава Шимунека, в итоге 0-2. По сумме двух матчей победу одержала «Славия» 4-2. После ответной игры в Будапеште, венгерские газеты писали «Нас уделал парень из Ужгорода».
Народная лига Богемии и Моравии.
Бокшай также был призван заменить Планичку в сборной Чехословакии. В сентябре 1938, спустя несколько недель после победы в кубке Митропы, он был в заявке на несостоявшийся матч против Венгрии. Этот матч должен был стать реваншем за крупное прошлогоднее поражение в Будапеште 8-3. Но матч не состоялся из-за событий, последовавших за Мюнхенским сговором. Бокшай был мобилизован в чехословацкую армию, и в ноябре 1938 был командирован в Закарпатье, где служил командиром пулемётного взвода, когда венгерская армия оккупировала южные районы Словакии и Подкарпатской Руси. После он вернулся в Прагу, где продолжил выступления за «Славию», которая выступала уже в «Народной лиге» — чемпионате из чешских клубов во время Протектората Богемии и Моравии. Вместе со «Славией» стал четырёхкратным победителем «Народной лиги». В 1944 получил тяжёлую травму — разрыв почки. Во время матча он столкнулся с защитником своей команды, и почувствовал сильную боль не смог продолжить игру. После помощи клубного врача, по пути домой в другой район города, Бокшаю стало хуже. Он был вынужден отправиться на такси в больницу, где ему оказали квалифицированную медпомощь. Со временем здоровье поправилось, но про большой футбол пришлось забыть.

### После карьеры футболиста
Работал тренером молодёжных команд «Славии» и «Аритма» (Прага). Трижды, на непродолжительный срок, возглавлял сборную Чехословакии. Всего под его руководством сборная сыграла пять матчей. Сам Бокшай вспоминал период работы с национальной сборной, как самый трудный в своей футбольной карьере. Поскольку являлся лишь номинально главным тренером, а фактически все решения принимала чехословацкая федерация футбола.
В 1955 году ушёл из тренерской работы и сосредоточился на преподавательской деятельности. Бокшай работал в нескольких престижных школах Праги. Преподавал физкультуру и ряд других предметов, пока не вышел на пенсию в начале 1970-х. Среди его учеников были известные в Чехии люди — премьер-министр Чешской республики П. Питхарт, министр образования П. Питьха, посол в США М. Жантовский.

## Достижения
- Обладатель Кубка Митропы: 1938
- Чемпион Богемии и Моравии (4): 1939/40, 1940/41, 1941/42, 1942/43
- Обладатель Кубка Чехии (3): 1941, 1942, 1943
- Чемпион Восточной Словакии и Подкарпатской Руси: 1932/33
- Чемпион Словакии: 1935/36